# Tadjemout
Tadjemout (în arabă تاجموت) este o comună din provincia Laghouat, Algeria.
Populația comunei este de 24.320 de locuitori (2008).